# Польское медицинское общество
Польское медицинское общество (пол. Polskie Towarzystwo Lekarskie) — польское научное общество, основанное в 1951 году.
Согласно Уставу, целью Общества является развитие знаний и повышение научного и профессионального уровня медицинских работников; развитие принципов медицинской деонтологии и контроль за их соблюдением; формирование оценки новых научных и технологических решений в области медицины; развитие контактов и сотрудничества с врачами из других стран.
Общество сотрудничает с национальными и зарубежными медицинскими организациями, с органами государственного управления и здравоохранения; организует выставки, лекции и семинары, конкурсы на научные работы в области охраны здоровья; проводит публикационные, информационные и рекламные мероприятия, научные конференции, конгрессы и собрания; оказывает профессиональную помощь коллегам, в том числе в их научной деятельности.
Структура Общества: 21 региональный филиал и 18 научных секций.
Обществом утверждены памятные знаки и медаль «Gloria Medicinae», которая является высшей наградой Общества. Медаль вручается «…за жертвенное служение людям, за высочайшее уважение к здоровью и жизни людей, за усердное выполнение искусства исцеления, за сохранение чести и благородных традиций медицинского общества».
Председателем Общества является доктор наук, профессор Waldemar Kostewicz.
Актуальная информация о деятельности Общества публикуется на сайте www.ptl.medserwis.pl.